# Алиева, Сакина Али кызы
Сакина Али кызы Алиева (азерб. Səkinə Əli qızı Əliyeva; 1910, Эривань — 1950, Кировабад) — советский азербайджанский виноградарь, Герой Социалистического Труда (1949).

## Биография
Родилась в 1910 году в городе Эривань Эриванской губернии (ныне город Ереван).
В 1944—1950 годах рабочая и звеньевая виноградарского совхоза имени Низами города Кировабад. В 1948 году получила урожай винограда 168,7 центнеров с гектара на площади 10,1 гектаров поливных виноградников.
Указом Президиума Верховного Совета СССР от 5 октября 1949 года за получение высоких урожаев винограда в 1948 году Алиевой Сакине Али кызы присвоено звание Героя Социалистического Труда с вручением ордена Ленина и золотой медали «Серп и Молот».
Активно участвовала в общественной жизни Азербайджана. Член КПСС с 1944 года.
Скончалась в 1950 году в городе Кировабад Азербайджанской ССР.